# Административно-территориальное деление Ивановской области

## Административно-территориальное устройство
Согласно Закону «Об административно-территориальном устройстве Ивановской области», субъект РФ включает 21 район как административно-территориальные единицы.
Согласно ГКГН выделяются 6 городов, соответствующих категории городов областного подчинения, не входящих в состав районов (Вичуга, Иваново, Кинешма, Кохма, Тейково, Шуя). Согласно ОКАТО Кохма числится в составе района, а городом областного подчинения является Фурманов.
Административным центром Ивановской области является город Иваново.
Город Иваново разделён на районы:
- Ленинский район
- Советский район
- Октябрьский район
- Фрунзенский район

## Муниципальное устройство
В рамках организации местного самоуправления, в границах административно-территориальных единиц Ивановской области всего образовано 143 муниципальных образования:
- 6 городских округов,
- 21 муниципальный район, в составе которых:
  - 24 городских поселения,
  - 92 сельских поселения.

## Районы и города областного подчинения
Города областного подчинения, не входящие в состав районов, образуют городские округа. Районы образуют муниципальные районы.
| №         | Флаг | Герб | Название                                        | Площадь, км² | Население, чел. | Административный центр                                 | Код ОКАТО |
| --------- | ---- | ---- | ----------------------------------------------- | ------------ | --------------- | ------------------------------------------------------ | --------- |
| 1e-06     |      |      | Районы (муниципальные районы)                   |              |                 |                                                        |           |
| 1         |      |      | Верхнеландеховский район                        | 626,14       | ↘4149           | пгт Верхний Ландех                                     | 24 202    |
| 2         |      |      | Вичугский район                                 | 1 005,52     | ↘16 415         | город Вичуга                                           | 24 201    |
| 3         |      |      | Гаврилово-Посадский район                       | 960          | ↘12 669         | город Гаврилов Посад                                   | 24 203    |
| 4         |      |      | Заволжский район                                | 1 148,34     | ↘12 914         | город Заволжск                                         | 24 205    |
| 5         |      |      | Ивановский район                                | 1 080        | ↗40 609         | город Иваново (адм. р-н) село Ново-Талицы (муниц. р-н) | 24 207    |
| 6         |      |      | Ильинский район                                 | 1 360        | ↘7303           | пгт Ильинское-Хованское                                | 24 209    |
| 7         |      |      | Кинешемский район                               | 1 582,70     | ↘18 402         | город Кинешма                                          | 24 211    |
| 8         |      |      | Комсомольский район                             | 1 199,86     | ↘19 482         | город Комсомольск                                      | 24 213    |
| 9         |      |      | Лежневский район                                | 772,52       | ↘15 508         | пгт Лежнево                                            | 24 214    |
| 10        |      |      | Лухский район                                   | 955          | ↘7684           | пгт Лух                                                | 24 215    |
| 11        |      |      | Палехский район                                 | 852,60       | ↘8947           | пгт Палех                                              | 24 217    |
| 12        |      |      | Пестяковский район                              | 1 119,28     | ↘5015           | пгт Пестяки                                            | 24 219    |
| 13        |      |      | Приволжский район                               | 600          | ↘22 176         | город Приволжск                                        | 24 220    |
| 14        |      |      | Пучежский район                                 | 784,60       | ↗11 066         | город Пучеж                                            | 24 221    |
| 15        |      |      | Родниковский район                              | 934,97       | ↘30 535         | город Родники                                          | 24 223    |
| 16        |      |      | Савинский район                                 | 861          | ↘10 224         | пгт Савино                                             | 24 225    |
| 17        |      |      | Тейковский район                                | 1 290        | ↗10 614         | город Тейково                                          | 24 229    |
| 18        |      |      | Фурмановский район                              | 763,2        | ↘34 537         | город Фурманов                                         | 24 231    |
| 19        |      |      | Шуйский район                                   | 1 064,54     | ↘20 111         | город Шуя                                              | 24 233    |
| 20        |      |      | Южский район                                    | 1 342,93     | ↘19 796         | город Южа                                              | 24 235    |
| 21        |      |      | Юрьевецкий район                                | 859,72       | ↘12 170         | город Юрьевец                                          | 24 237    |
| 21.000002 |      |      | Города областного подчинения (городские округа) |              |                 |                                                        |           |
| 22        |      |      | город Иваново                                   | 104,84       | ↘356 735        | г. Иваново                                             | 24 401    |
| 23        |      |      | город Вичуга                                    | 30           | ↘30 694         | г. Вичуга                                              | 24 403    |
| 24        |      |      | город Кинешма                                   | 49           | ↘77 694         | г. Кинешма                                             | 24 405    |
| 25        |      |      | город Кохма                                     | 12,6         | ↗30 940         | г. Кохма                                               | 24 207    |
| 26        |      |      | город Тейково                                   | 26,8         | ↘31 305         | г. Тейково                                             | 24 407    |
| 27        |      |      | город Шуя                                       | 33,29        | ↘55 225         | г. Шуя                                                 | 24 411    |

## Городские и сельские поселения

### Верхнеландеховский район
1. Верхнеландеховское городское поселение
2. Кромское сельское поселение
3. Мытское сельское поселение
4. Симаковское сельское поселение

### Вичугский район
1. Каменское городское поселение
2. Новописцовское городское поселение
3. Старовичугское городское поселение
4. Октябрьское сельское поселение
5. Сошниковское сельское поселение
6. Сунженское сельское поселение

### Гаврилово-Посадский район
1. Гаврилово-Посадское городское поселение
2. Петровское городское поселение
3. Новосёлковское сельское поселение
4. Осановецкое сельское поселение
5. Шекшовское сельское поселение

Лобцовское сельское поселение упразднено в 2013 году.

### Заволжский район
1. Заволжское городское поселение
2. Волжское сельское поселение
3. Дмитриевское сельское поселение
4. Междуреченское сельское поселение
5. Сосневское сельское поселение

### Ивановский район
1. Балахонковское сельское поселение
2. Беляницкое сельское поселение
3. Богданихское сельское поселение
4. Богородское сельское поселение
5. Коляновское сельское поселение
6. Куликовское сельское поселение
7. Новоталицкое сельское поселение
8. Озерновское сельское поселение
9. Подвязновское сельское поселение
10. Тимошихское сельское поселение
11. Чернореченское сельское поселение

### Ильинский район
1. Ильинское городское поселение
2. Аньковское сельское поселение
3. Ивашевское сельское поселение
4. Исаевское сельское поселение
5. Щенниковское сельское поселение

### Кинешемский район
1. Наволокское городское поселение
2. Батмановское сельское поселение
3. Горковское сельское поселение
4. Ласкарихинское сельское поселение
5. Луговское сельское поселение
6. Решемское сельское поселение
7. Шилекшинское сельское поселение

### Комсомольский район
1. Комсомольское городское поселение
2. Марковское сельское поселение
3. Новоусадебское сельское поселение
4. Октябрьское сельское поселение
5. Писцовское сельское поселение
6. Подозёрское сельское поселение

### Лежневский район
1. Лежневское городское поселение
2. Лежневское сельское поселение
3. Ново-Горкинское сельское поселение
4. Сабиновское сельское поселение
5. Шилыковское сельское поселение

Законом Ивановской области от 6 мая 2015 года № 36-ОЗ, преобразованы, путём объединения, муниципальные образования:
- Сабиновское и Хозниковское сельские поселения в Сабиновское сельское поселение с административным центром в деревне Сабиново;
- Шилыковское и Чернцкое сельские поселения в Шилыковское сельское поселение с административным центром в селе Шилыково;
- Лежневское и Воскресенское сельские поселения в Лежневское сельское поселение с административным центром в селе Ухтохма.

### Лухский район
1. Лухское городское поселение
2. Благовещенское сельское поселение
3. Порздневское сельское поселение
4. Рябовское сельское поселение
5. Тимирязевское сельское поселение

### Палехский район
1. Палехское городское поселение
2. Майдаковское сельское поселение
3. Пановское сельское поселение
4. Раменское сельское поселение

Законом Ивановской области от 10 декабря 2009 года № 137-ОЗ, преобразованы, путём объединения, муниципальные образования:
- Майдаковское и Осиновецкое сельские поселения в Майдаковское сельское поселение с административным центром в селе Майдаково;
- Клетинское, Подолинское, Раменское и Тименское сельские поселения в Раменское сельское поселение с административным центром в деревне Раменье.

Законом Ивановской области от 6 мая 2015 года № 37-ОЗ, Пановское, Пеньковское и Сакулинское сельские поселения преобразованы, путём объединения, в Пановское сельское поселение с административным центром в деревне Паново.

### Пестяковский район
1. Пестяковское городское поселение
2. Нижнеландеховское сельское поселение
3. Пестяковское сельское поселение

Законом Ивановской области от 10 декабря 2009 года № 134-ОЗ, Пестяковское и Беклемищенское сельские поселения преобразованы, путём объединения, в Пестяковское сельское поселение с административным центром в посёлке Пестяки.
Законом Ивановской области от 6 мая 2015 года № 33-ОЗ, Демидовское, Неверово-Слободское и Пестяковское сельские поселения преобразованы, путём объединения, в Пестяковское сельское поселение с административным центром в посёлке Пестяки.

### Приволжский район
Городские поселения
1. Приволжское городское поселение
2. Плесское городское поселение

Сельские поселения
1. Ингарское сельское поселение
2. Новское сельское поселение
3. Рождественское сельское поселение

### Пучежский район
1. Пучежское городское поселение
2. Затеихинское сельское поселение
3. Илья-Высоковское сельское поселение
4. Мортковское сельское поселение
5. Сеготское сельское поселение

### Родниковский район
1. Родниковское городское поселение
2. Каминское сельское поселение
3. Парское сельское поселение
4. Филисовское сельское поселение

### Савинский район
1. Савинское городское поселение
2. Архиповское сельское поселение
3. Вознесенское сельское поселение
4. Воскресенское сельское поселение
5. Горячевское сельское поселение
6. Савинское сельское поселение

### Тейковский район
1. Нерльское городское поселение
2. Большеклочковское сельское поселение
3. Крапивновское сельское поселение
4. Морозовское сельское поселение
5. Новогоряновское сельское поселение
6. Новолеушинское сельское поселение

### Фурмановский район
1. Фурмановское городское поселение
2. Дуляпинское сельское поселение
3. Иванковское сельское поселение
4. Панинское сельское поселение
5. Хромцовское сельское поселение
6. Широковское сельское поселение

### Шуйский район
1. Колобовское городское поселение
2. Афанасьевское сельское поселение
3. Васильевское сельское поселение
4. Введенское сельское поселение
5. Китовское сельское поселение
6. Остаповское сельское поселение
7. Перемиловское сельское поселение
8. Семейкинское сельское поселение

### Южский район
1. Южское городское поселение
2. Мугреево-Никольское сельское поселение
3. Новоклязьминское сельское поселение
4. Талицко-Мугреевское сельское поселение
5. Холуйское сельское поселение
6. Хотимльское сельское поселение

Законом Ивановской области от 10 декабря 2009 года № 141-ОЗ, Мугреево-Никольское и Груздевское сельские поселения преобразованы, путём объединения, в Мугреево-Никольское сельское поселение с административным центром в селе Мугреево-Никольское.
Законом Ивановской области от 6 мая 2015 года № 35-ОЗ, Новоклязьминское и Мостовское сельские поселения преобразованы, путём объединения, в Новоклязьминское сельское поселение с административным центром в селе Новоклязьминское.
Законом Ивановской области от 11 апреля 2017 года № 24-ОЗ Талицкое и Мугреевское сельские поселения были преобразованы, путём их объединения, в Талицко-Мугреевское сельское поселение с административным центром в селе Талицы.

### Юрьевецкий район
1. Юрьевецкое городское поселение
2. Елнатское сельское поселение
3. Михайловское сельское поселение
4. Соболевское сельское поселение

Законом Ивановской области от 6 мая 2015 года № 34-ОЗ, преобразованы, путём объединения, муниципальные образования:
- Михайловское и Костяевское сельские поселения в Михайловское сельское поселение с административным центром в деревне Михайлово;
- Елнатское и Пелевинское сельские поселения в Елнатское сельское поселение с административным центром в селе Елнать;
- Соболевское и Обжерихинское сельские поселения в Соболевское сельское поселение с административным центром в селе Соболево.

## История административно-территориального деления

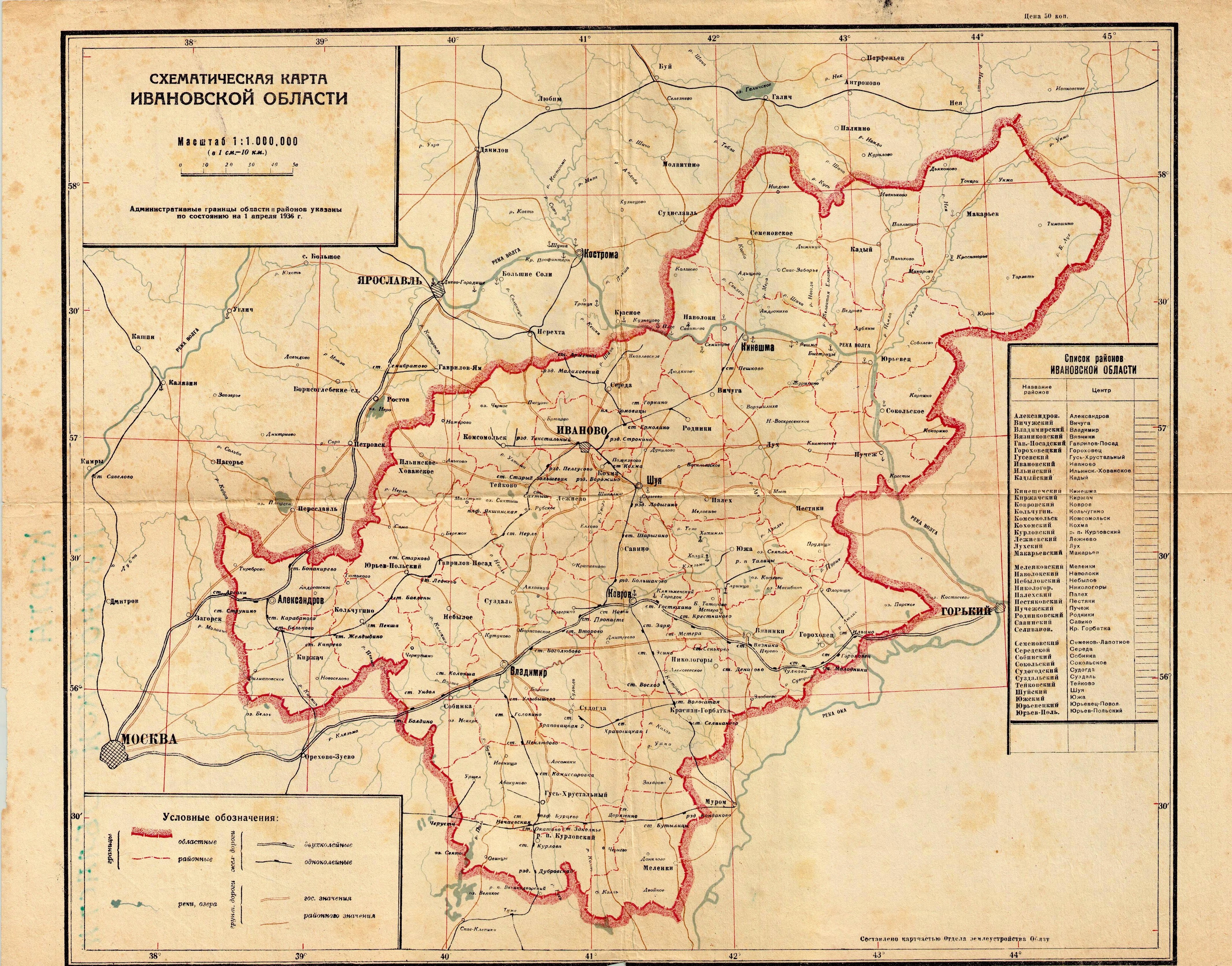
Карта Ивановской области 1936 года

На 11 марта 1936 года в состав вновь образованной Ивановской области входил 41 район: Александровский, Вичугский, Владимирский, Вязниковский, Гаврилово-Посадский, Гороховецкий, Гусевский, Ивановский, Ильинский, Кадыйский, Кинешемский, Киржачский, Ковровский, Кольчугинский, Комсомольский, Кохомский, Курловский, Лежневский, Лухский, Макарьевский, Меленковский, Наволокский, Небыловский, Никологорский, Палехский, Пестяковский, Пучежский, Родниковский, Савинский, Селивановский, Семёновский, Середской, Собинский, Сокольский, Судогодский, Суздальский, Тейковский, Шуйский, Южский, Юрьевецкий, Юрьев-Польский. Статус городов областного подчинения к началу 1938 года имели Иваново, Владимир, Кинешма, Ковров, Кохма и Шуя.
2 февраля 1938 года Кохма была лишена статуса города областного подчинения.
В 1939 году статус городов областного подчинения получили Александров, Вичуга, Вязники, Гусь-Хрустальный, Кольчугино и Середа.
10 февраля 1940 года был образован Камешковский район, 21 июня 1941 года — Струнинский район. 13 марта 1941 года город областного подчинения Середа был переименован в Фурманов.
13 августа 1944 года в состав вновь образованной Костромской области переданы Кадыйский, Макарьевский, Семёновский районы. 14 августа 1944 года в состав вновь образованной Владимирской области переданы Александровский, Владимирский, Вязниковский, Гороховецкий, Гусевский, Камешковский, Киржачский, Ковровский, Кольчугинский, Курловский, Меленковский, Небыловский, Никологорский, Селивановский, Собинский, Струнинский, Судогодский, Суздальский и Юрьев-Польский районы, а также города областного подчинения Александров, Владимир, Вязники, Кинешма и Ковров.
27 марта 1946 года образованы Аньковский, Верхнеландеховский и Приволжский районы.
В 1948 году упразднён Кохомский район.
29 августа 1958 года ликвидирован Наволокский район, образован Заволжский район.
В 1960 году упразднены Аньковский и Верхнеландеховский районы.
В 1963 году ликвидированы Гаврилово-Посадский, Заволжский, Ильинский, Комсомольский, Лежневский, Лухский, Пестяковский, Приволжский, Родниковский, Савинский, Южский, Юрьевецкий районы. Вичугский, Ивановский, Кинешемский, Палехский, Пучежский, Сокольский, Тейковский, Фурмановский, Шуйский районы преобразованы в сельские районы. Созданы Ивановский и Савинский промышленные районы. Статус городов областного подчинения получили Родники, Тейково, Южа и Юрьевец.
В 1964 году образован Пестяковский сельский район, Ивановский промышленный район переименован в Советский промышленный район.
В 1965 году вновь образованы Гаврилово-Посадский, Ильинский, Комсомольский, Родниковский, Савинский, Южский, Юрьевецкий районы. Вичугский, Ивановский, Кинешемский, Палехский, Пестяковский,Пучежский, Сокольский, Тейковский, Фурмановский, Шуйский сельские районы преобразованы в районы. Родники, Южа и Юрьевец лишились статус городов областного подчинения.
9 октября 1968 года вновь образован Заволжский район.
В 1983 году восстановлены Верхнеландеховский и Приволжский районы.
В 1985 году восстановлен Лежневский район.
3 февраля 1994 года на основании Постановления Совета Федерации Сокольский район передан в состав Нижегородской области.
10 апреля 1998 года в соответствии с Законом Ивановской области № 26-ОЗ образовано муниципальное образование «Город Кохма».
29 сентября 2004 года в соответствии с Законом Ивановской области № 124-ОЗ 6 муниципальных образований наделены статусом городского округа (Вичуга, Иваново, Кинешма, Кохма, Тейково, Шуя) и 21 район наделён статусом муниципального района.

## См. также

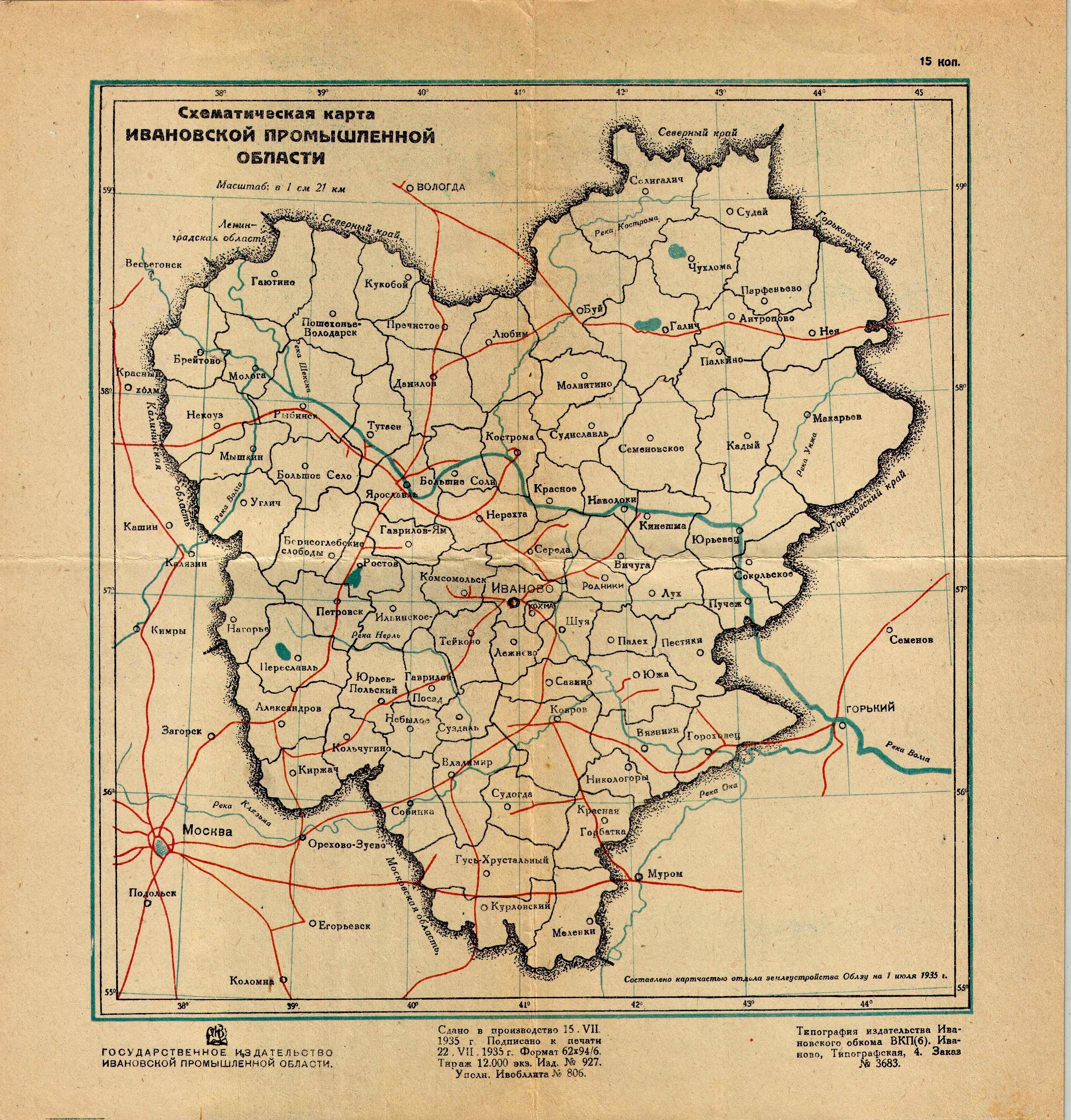
Карта Ивановской промышленной области 1935 г.